# Mamestra subrosea
Mamestra subrosea là một loài bướm đêm trong họ Noctuidae.